# Municipio de Halls
El municipio de Halls (en inglés: Halls Township) es un municipio ubicado en el  condado de Sampson en el estado estadounidense de Carolina del Norte. En el año 2010 tenía una población de 2.476 habitantes.

## Geografía
El municipio de Franklin se encuentra ubicado en las coordenadas 35°6′56.6″N 78°19′40″O / 35.115722, -78.32778.